# リガス・ヴェレスティンリス・フェレオス

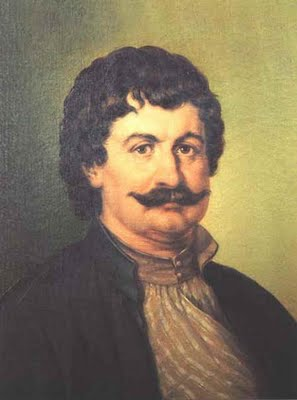
リガス・ヴェレスティンリス

リガス・ヴェレスティンリス・フェレオス（希：Ρήγας Βελεστινλής, Ρήγας Φεραίος, Ρήγας Βελεστινλής-Φερραίος、ルーマニア語: Rigas Velestinlis, Rigas Feraios, Rigas Constantinos, セルビア・クロアチア語: Рига од Фере (Riga od Fere), Riga Velestinac、1757年 – 1798年）は、オスマン帝国支配下にあったギリシャの詩人。ギリシャ独立を訴える詩を書き上げた。

## 生涯
リガス・フェレオスはアルーマニア人の多く住むテッサリア地方ヴェレスティノの街でギリシャ化したヴラフ人の子供として生まれた。故郷を離れた後、勉学を修めるためコンスタンティノープルに向かいオスマン帝国の主任通訳官を勤めていたアレクサンドロス・イプシランディスの秘書を務めた。
その後ワラキアなどに赴いてドナウ地方のファナリオティスとして活動した。そこで彼はヴォルテール、モンテスキュー、ルソーらの著作に触れ合い、フランス革命の思想に触れて「ラ・マルセイエーズ」を髣髴させる詩、「スリオス（Θούριος/勇士賛歌）」を民衆の使うギリシャ語「デモティキ」で書いた。
そして1796年、ウィーンを訪問した際、自由主義に基づいて『人権宣言』の翻訳や、『ルメリ、小アジア、エーゲ海諸島およびモルダヴィア、ワラキアの住民の新しい政治制度』を書き上げたが、この時に秘密革命組織を結成したと考えられている。
これらの冊子は明らかにフランス革命憲法の影響を受けてオスマン帝国の後を継ぐ国家の設計図が描かれており、ヴェレスティンリスはビザンティン帝国を共和政体に変更した上で復活させることを望んでいた。また、宗教においてはトルコ人を含めた全ての民衆らが平等であることを謳っていたが、公用語はギリシャ語を使用することを説いていたため、ギリシャ人中心の国家を描いていることは明らかであった。しかし、彼は「バルカン連邦」の形成を目指してギリシャ人学生や商人らと糾合した。

ヴェレスティンリスが夢見たバルカン連邦の旗

彼はこれらの冊子を配布してバルカン半島におけるオスマン帝国への蜂起を生じさせることを目論んでいた。そのためにウィーンで秘密裏に3,000部を印刷させてトリエステに送り、ヴェレスティンリスがバルカン半島を巡って革命を説いて回ることを計画した。
1797年、フランスがイオニア諸島を占領したことにより、イオニア諸島ではフランスによる革命的解放が実施されたが、ヴェレスティンリスはこれを契機に活動を開始しようとした。
しかし1797年12月、ギリシャ人の協力者が彼を裏切り、トリエステ到着直後にヴェレンスティンリスは逮捕された。彼を逮捕したオーストリアの官警はヴェレスティンリスと仲間（オスマン帝国民であった）らの身柄をベオグラードでオスマン帝国に引き渡した。彼とその協力者たちは1798年6月24日に絞殺刑に処され、その遺体はサヴァ川へ捨てられた。

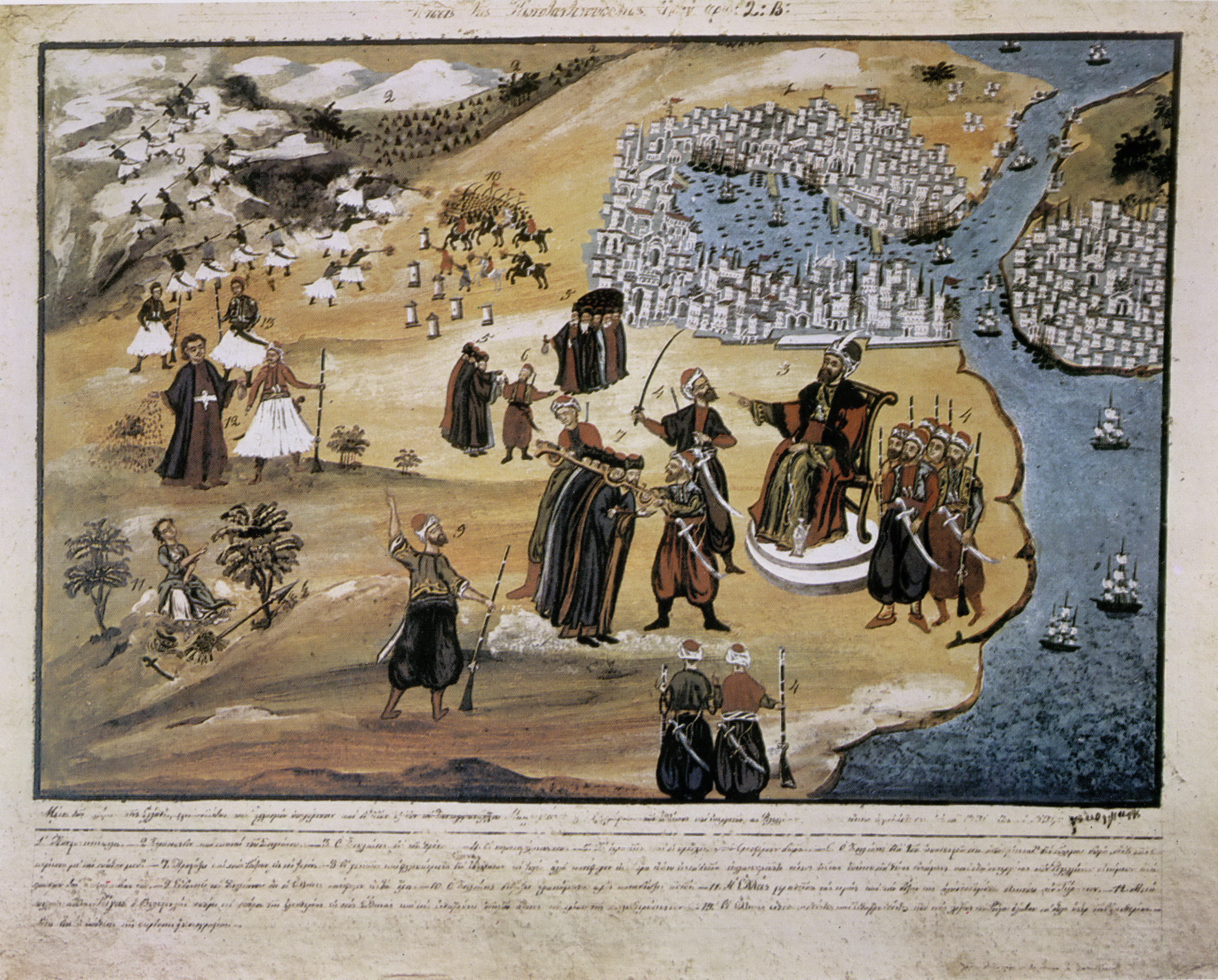
コンスタンティノープルの陥落。鎖に繋がれるギリシャ人の上に描かれているのがギリシャ独立の種を蒔くリガス・ヴェレスティンリス。ヴェレスティンリスの横にはギリシャ抵抗のシンボル、クレフテスが描かれている。

しかし、彼の思想はギリシャ独立を目指す秘密結社フィリキ・エテリアに受け継がれ、ギリシャ独立戦争にも大きな影響を与え、彼が作った詩、「スリオス」は一種の国歌と化した。
ギリシャの10レプタ硬貨やかつて用いられていた200ドラクマ紙幣には彼の肖像が用いられている。